# Список номинантов и лауреатов премии «Золотая маска» 2002 года
«Золотая маска» — российская национальная театральная премия и фестиваль. «Золотая маска» была учреждена Союзом театральных деятелей России (СТД РФ) в 1993 году (в некоторых источниках назван 1994 год) по инициативе народного артиста СССР М. А. Ульянова (председатель СТД РФ в 1986—1996 годах) и при участии его заместителя В. Г. Урина и драматурга В. В. Павлова.

## О премии
Премия присуждается на конкурсной основе один раз в год по итогам прошедшего театрального сезона за творческие достижения в области театрального искусства, вручается спектаклям всех жанров театрального искусства: драма, опера, балет, оперетта и мюзикл, кукольный театр.
Для определения соискателей премии «Золотая маска» создаётся экспертный совет из числа ведущих театральных критиков, специалистов союза театральных деятелей и его региональных организаций. Состав экспертного совета и его председатель утверждаются секретариатом СТД РФ. Для определения победителей — лауреатов из состава номинантов (тайным голосованием по результатам фестиваля) создаётся два профессиональных жюри — одно для спектаклей театра драмы и театров кукол и второе для спектаклей оперы, оперетты / мюзикла и балета. В состав жюри не могут входить создатели и исполнители спектаклей, участвующих в фестивале, а также члены экспертного совета.

## Лауреаты и события фестиваля «Золотая маска» 2002 года
Фестиваль «Золотая Маска» прошёл в Москве с 27 марта по 14 апреля 2002 года.

### Номинанты премии «Золотая маска» 2002 года
Председателем экспертного совета драматического театра и театра кукол стала театральный критик Екатерина Дмитриевская. В состав экспертного совета вошли: Александр Волков (Заместитель начальника Департамента искусств и народного творчества Министерства культуры РФ), Екатерина Горина (ответственный секретарь Общественного Экспертного совета по театральному и музыкальному искусству Комитета по культуре Москвы), Ольга Егошина (театральный критик), Жанна Зарецкая (театральный критик), Наталья Каминская (театральный критик), Елена Маркова (театральный критик), Марина Тимашева (театральный критик).
Председателями экспертного совета музыкального театра стали режиссёр Нора Потапова и театральный критик Лариса Барыкина. В состав экспертного совета вошли: Юлия Большакова (театральный критик), Лейла Гучмазова (балетный критик), Елена Езерская (музыкальный критик), Майя Крылова (балетный критик), Виолетта Майниеце (музыкальный критик), Вадим Журавлёв (музыкальный критик).
Таблица номинантов составлена на основании официального опубликованного списка, с группировкой по спектаклям.
Легенда:
  — Спектакль номинирован в номинации «Лучший спектакль»

«–» — Этот аспект спектакля не номинирован
| Конкурс спектаклей драматического театра (спектакль большой формы)            | Конкурс спектаклей драматического театра (спектакль большой формы) | Конкурс спектаклей драматического театра (спектакль большой формы) | Конкурс спектаклей драматического театра (спектакль большой формы) | Конкурс спектаклей драматического театра (спектакль большой формы) | Конкурс спектаклей драматического театра (спектакль большой формы) |
| ----------------------------------------------------------------------------- | ------------------------------------------------------------------ | ------------------------------------------------------------------ | ------------------------------------------------------------------ | ------------------------------------------------------------------ | ------------------------------------------------------------------ |
|                                                                               |                                                                    |                                                                    |                                                                    |                                                                    |                                                                    |
| Спектакль/номинации                                                           | лучший спектакль                                                   | лучшая работа режиссёра                                            | лучшая женская роль                                                | лучшая мужская роль                                                | лучшая работа художника                                            |
|                                                                               |                                                                    |                                                                    |                                                                    |                                                                    |                                                                    |
| «№ 13» Московский Художественный театр имени А. П. Чехова, Москва             | зелёная ✓                                                          | –                                                                  | –                                                                  | Леонид Тимцуник (Сыщик)                                            | Александр Боровский                                                |
| «Горе от ума» Малый театр, Москва                                             | зелёная ✓                                                          | Сергей Женовач                                                     | –                                                                  | Юрий Соломин (Фамусов)                                             | –                                                                  |
| «Олонхо» Саха академический театр имени П. А. Ойунского, Якутск               | зелёная ✓                                                          | Андрей Борисов                                                     | Степанида Борисова (Кыыс)                                          | –                                                                  | Геннадий Сотников и Лена Гоголева                                  |
| «Сирано де Бержерак» Театр имени Е. Вахтангова, Москва                        | зелёная ✓                                                          | Владимир Мирзоев                                                   | –                                                                  | Максим Суханов (Сирано)                                            | –                                                                  |
| «Федра» Большой драматический театр имени Г. А. Товстоногова, Санкт-Петербург | зелёная ✓                                                          | Григорий Дитятковский                                              | Марина Игнатова (Федра)                                            | –                                                                  | Марина Азизян                                                      |
| «Чайка» Малый драматический театр — Театр Европы, Санкт-Петербург             | зелёная ✓                                                          | Лев Додин                                                          | –                                                                  | –                                                                  | Алексей Порай-Кошиц                                                |
| «Шут Балакирев» Театр «Ленком», Москва                                        | зелёная ✓                                                          | Марк Захаров                                                       | –                                                                  | Олег Янковский (Пётр Первый)                                       | Олег Щейнцис                                                       |
|                                                                               |                                                                    |                                                                    |                                                                    |                                                                    |                                                                    |
| Конкурс спектаклей драматического театра (спектакль малой формы)              |                                                                    |                                                                    |                                                                    |                                                                    |                                                                    |
|                                                                               |                                                                    |                                                                    |                                                                    |                                                                    |                                                                    |
| «Война и мир. Начало романа» Театр «Мастерская Петра Фоменко», Москва         | зелёная ✓                                                          | Пётр Фоменко                                                       | Галина Тюнина (Анна Шерер, Графиня Ростова, Княжна Марья)          | –                                                                  | –                                                                  |
| «Приглашение на казнь» Театр драмы, Омск                                      | зелёная ✓                                                          | Олег Рыбкин                                                        | –                                                                  | Евгений Смирнов (Палач)                                            | –                                                                  |
| «Ромео и Джульетта» Театр драмы, Екатеринбург                                 | зелёная ✓                                                          | –                                                                  | Ирина Ермолова (Джульетта)                                         | Олег Ягодин (Ромео)                                                | –                                                                  |
| «Фрекен Жюли» Камерный театр, Воронеж                                         | зелёная ✓                                                          | Михаил Бычков                                                      | –                                                                  | –                                                                  | –                                                                  |
| «Чёрствые именины» «Такой театр», Санкт-Петербург                             | зелёная ✓                                                          | –                                                                  | –                                                                  | –                                                                  | –                                                                  |

| Конкурс спектаклей театров оперы                                                      | Конкурс спектаклей театров оперы | Конкурс спектаклей театров оперы | Конкурс спектаклей театров оперы | Конкурс спектаклей театров оперы | Конкурс спектаклей театров оперы     | Конкурс спектаклей театров оперы |
| ------------------------------------------------------------------------------------- | -------------------------------- | -------------------------------- | -------------------------------- | -------------------------------- | ------------------------------------ | -------------------------------- |
|                                                                                       |                                  |                                  |                                  |                                  |                                      |                                  |
| Спектакль/номинации                                                                   | лучший спектакль                 | лучшая работа режиссёра          | лучшая женская роль              | лучшая мужская роль              | лучшая работа художника              | лучшая работа дирижёра           |
|                                                                                       |                                  |                                  |                                  |                                  |                                      |                                  |
| «Богема» Театр «Зазеркалье», Санкт-Петербург                                          | зелёная ✓                        | Александр Петров                 | Татьяна Сержан (Мими)            | Евгений Акимов (Рудольф)         | –                                    | Павел Бубельников                |
| «Валькирия» Мариинский театр, Санкт-Петербург                                         | зелёная ✓                        | –                                | Ольга Сергеева (Брунгильда)      | Владимир Ванеев (Вотан)          | –                                    | Валерий Гергиев                  |
| «Риголетто» Театр оперы и балета, Саратов                                             | зелёная ✓                        | Дмитрий Белов                    | –                                | Александр Багмат (Риголетто)     | –                                    | –                                |
| «Сказание о невидимом граде Китеже и деве Февронии» Мариинский театр, Санкт-Петербург | зелёная ✓                        | Дмитрий Черняков                 | Ольга Сергеева (Феврония)        | –                                | Дмитрий Черняков и Глеб Фильштинский | Валерий Гергиев                  |

| Конкурс спектаклей оперетты / мюзикла                    | Конкурс спектаклей оперетты / мюзикла | Конкурс спектаклей оперетты / мюзикла | Конкурс спектаклей оперетты / мюзикла                  | Конкурс спектаклей оперетты / мюзикла | Конкурс спектаклей оперетты / мюзикла |
| -------------------------------------------------------- | ------------------------------------- | ------------------------------------- | ------------------------------------------------------ | ------------------------------------- | ------------------------------------- |
|                                                          |                                       |                                       |                                                        |                                       |                                       |
| Спектакль/номинации                                      | лучший спектакль                      | лучшая работа режиссёра               | лучшая женская роль                                    | лучшая работа художника               | лучшая работа дирижёра                |
|                                                          |                                       |                                       |                                                        |                                       |                                       |
| «Граф Люксембург» Театр музыкальной комедии, Новосибирск | зелёная ✓                             | Григорий Дитятковский                 | Вероника Гришуленко (Анжель) • Ольга Титкова (Графиня) | Владимир Фирер и Глеб Фильштинский    | Эхтибар Ахмедов                       |

| Конкурс спектаклей театра балета                                            | Конкурс спектаклей театра балета | Конкурс спектаклей театра балета | Конкурс спектаклей театра балета | Конкурс спектаклей театра балета | Конкурс спектаклей театра балета       |
| --------------------------------------------------------------------------- | -------------------------------- | -------------------------------- | -------------------------------- | -------------------------------- | -------------------------------------- |
|                                                                             |                                  |                                  |                                  |                                  |                                        |
| Спектакль/номинации                                                         | лучший спектакль                 | лучшая женская роль              | лучшая мужская роль              | лучшая работа художника          | лучшая работа балетмейстера/хореографа |
|                                                                             |                                  |                                  |                                  |                                  |                                        |
| «Коппелия» Театр оперы и балета, Новосибирск                                | зелёная ✓                        | –                                | –                                | –                                | Сергей Вихарев                         |
| «Три балета Дж. Ноймайера» Мариинский театр, Санкт-Петербург                | зелёная ✓                        | Светлана Захарова                | Андриан Фадеев                   | –                                | Джон Ноймайер                          |
| «Щелкунчик» Мариинский театр, Санкт-Петербург                               | зелёная ✓                        | Наталья Сологуб                  | –                                | Михаил Шемякин                   | –                                      |
|                                                                             |                                  |                                  |                                  |                                  |                                        |
| Конкурс спектаклей балета (современный танец)                               |                                  |                                  |                                  |                                  |                                        |
|                                                                             |                                  |                                  |                                  |                                  |                                        |
| «Амальгама» Центр современного искусства, Екатеринбург                      | зелёная ✓                        | –                                | –                                | –                                | –                                      |
| «Взлом» Русский камерный балет «Москва»                                     | зелёная ✓                        | –                                | Роман Андрейкин                  | –                                | Пол Селвин Нортон                      |
| «Голос» Эксцентрик-балет Сергея Смирнова, Екатеринбург                      | зелёная ✓                        | –                                | –                                | –                                | –                                      |
| «Киномания или Есть ли жизнь на Марсе?» Театр современного танца, Челябинск | зелёная ✓                        | –                                | –                                | –                                | –                                      |
| «Пейзаж» Театр «Кв. № 5», Москва                                            | зелёная ✓                        | –                                | Василий Ющенко                   | –                                | –                                      |
| «Тихая жизнь с селедками» Театр «Провинциальные танцы», Екатеринбург        | зелёная ✓                        | –                                | –                                | –                                | Татьяна Баганова                       |
| «Ястобой» Театр «Кинетик», Москва                                           | зелёная ✓                        | –                                | –                                | –                                | –                                      |

| Конкурс спектаклей театра кукол                                      | Конкурс спектаклей театра кукол | Конкурс спектаклей театра кукол | Конкурс спектаклей театра кукол | Конкурс спектаклей театра кукол |
| -------------------------------------------------------------------- | ------------------------------- | ------------------------------- | ------------------------------- | ------------------------------- |
|                                                                      |                                 |                                 |                                 |                                 |
| Спектакль/номинации                                                  | лучший спектакль                | лучшая работа режиссёра         | лучшая актёрская работа         | лучшая работа художника         |
|                                                                      |                                 |                                 |                                 |                                 |
| «Машенька и медведь» Театр кукол, Архангельск                        | зелёная ✓                       | Дмитрий Лохов                   | –                               | Елена Николаева                 |
| «Спящая красавица» Театр «Кукольный дом», Санкт-Петербург            | зелёная ✓                       | –                               | Элина Агеева                    | –                               |
| «Щелкунчик и Мышиный король» Кукольный театр Сказки, Санкт-Петербург | зелёная ✓                       | Игорь Игнатьев                  | Юлия Буланкина (Маша)           | Анна Игнатьева                  |
| «Якоб Якобсон» Театр «Сказка», Абакан                                | зелёная ✓                       | Евгений Ибрагимов               | –                               | Евгений Ибрагимов               |

| «Новация»                                            | «Новация»        | «Новация»               | «Новация»                 | «Новация»              |
| ---------------------------------------------------- | ---------------- | ----------------------- | ------------------------- | ---------------------- |
|                                                      |                  |                         |                           |                        |
| Спектакль/номинации                                  | лучший спектакль | лучшая работа режиссёра | лучшая женская роль       | лучшая работа дирижёра |
|                                                      |                  |                         |                           |                        |
| «Белая история» Театр «Комик-трест», Санкт-Петербург | зелёная ✓        | –                       | Наталья Фиссон (Королева) | –                      |
| «Мизантроп» Театр «Тень», Москва                     | зелёная ✓        | –                       | –                         | –                      |
| «Царь Демьян» Мариинский театр, Санкт-Петербург      | зелёная ✓        | Виктор Крамер           | –                         | Александр Титов        |

### Лауреаты премии «Золотая маска» 2002 года
Председателем жюри драматического театра и театров кукол стала актриса Ольга Остроумова. В состав жюри вошли: Роман Должанский (театральный критик), Эмиль Капелюш (художник), Майа Кобахидзе (руководитель департамента государственной поддержки искусства и развития народного творчества Министерства культуры РФ), Роман Козак (режиссёр), Игорь Костолевский (актёр), Владислав Пази (режиссёр), Андрей Порватов (заместитель Председателя Комитета по культуре Правительства Москвы), Валерий Семеновский (театральный критик), Инна Соловьёва (театральный критик), Ирина Уварова (театральный критик), Алексей Филиппов (театральный критик), Виктор Шрайман (режиссёр), Лариса Юсипова (критик), Михаил Янушкевич (актёр).
Председателем жюри музыкальных театров выступил режиссёр Дмитрий Бертман. В состав жюри вошли: Геннадий Абрамов (режиссёр, хореограф), Лилия Амарфий (актриса оперетты), Марина Багдасарян (театральный критик), Вадим Гаевский (театральный критик), Леонид Гаккель (театральный критик), Михаил Лавровский (балетмейстер), Марина Нестьева (театральный критик), Елизавета Суриц (театральный критик), Владимир Тартаковский (театральный деятель), Юрий Устинов (художник), Николай Цискаридзе (артист балета).
Церемония вручения премии «Золотая маска» состоялась 15 апреля в Большом театре. Театровед Марина Давыдова в своей статье «Похвала „Золотой маске“» для газеты «Время новостей» отметила, что «„Золотая маска“ позволила почувствовать общее театральное пространство страны и убедиться, что театр в России скорее жив», а также поставила «хорошую оценку» церемонии награждения лауреатов этого года. По её мнению, она оказалась «довольно лаконичной, местами ироничной и в целом весьма респектабельной». «Ведомости» назвали решения жюри этого года одними из самых безукоризненных за много лет, сравнив их, в частности, с прошлым годом. Однако сам фестиваль, по мнению обозревателей, оказался несколько скучнее, хоть и был при этом удачным сочетанием «чёткого ритма и спокойного достоинства». Роман Должанский, театральный критик и один из членов жюри драматического театра, писал, что с годами награждение лауреатов отходит на второй план, и «Золотая маска» всё больше воспринимается именно как фестиваль. Самой большой неожиданностью, по мнению газеты «Коммерсантъ», стало то, что в номинации «лучший спектакль» победил не Мариинский театр; награду получил Новосибирский театр оперы и балета за балет «Коппелия».
Таблица лауреатов составлена на основании положения о премии (от октября 2000 года) и официального опубликованного списка лауреатов.
Легенда:
     — Лауреаты премий в основных номинациях
     — Лауреаты премий в частных номинациях
 — Премия не присуждалась
| Конкурс                                                          | Номинация                                                   | Победитель                                          | Произведение (роль)                                                      | Театр (учреждение) |
| ---------------------------------------------------------------- | ----------------------------------------------------------- | --------------------------------------------------- | ------------------------------------------------------------------------ | --- |
|                                                                  |                                                             |                                                     |                                                                          | |
| Конкурс спектаклей драматического театра                         | Лучший спектакль большой формы                              | «Чайка»                                             | «Чайка»                                                                  | Малый драматический театр — театр Европы, Санкт-Петербург                                                                  |
| Конкурс спектаклей драматического театра                         | Лучший спектакль малой формы                                | «Война и мир. Начало романа»                        | «Война и мир. Начало романа»                                             | «Мастерская Петра Фоменко», Москва                                                                                         |
| Конкурс спектаклей драматического театра                         | Лучшая работа режиссёра                                     | Петр Фоменко                                        | «Война и мир. Начало романа»                                             | «Мастерская Петра Фоменко», Москва                                                                                         |
| Конкурс спектаклей драматического театра                         | Лучшая работа художника                                     | Алексей Порай-Кошиц                                 | «Чайка»                                                                  | Малый драматический театр — театр Европы, Санкт-Петербург                                                                  |
| Конкурс спектаклей драматического театра                         | Лучшая женская роль                                         | Галина Тюнина                                       | «Война и мир. Начало романа» (Анна Шерер, Графиня Ростова, Княжна Марья) | «Мастерская Петра Фоменко», Москва                                                                                         |
| Конкурс спектаклей драматического театра                         | Лучшая мужская роль                                         | Максим Суханов                                      | «Сирано де Бержерак» (Сирано)                                            | Театр им. Евг. Вахтангова, Москва                                                                                          |
|                                                                  |                                                             |                                                     |                                                                          | |
| Конкурс спектаклей театров оперы                                 | Лучший спектакль                                            | «Сказание о невидимом граде Китеже и деве Февронии» | «Сказание о невидимом граде Китеже и деве Февронии»                      | Мариинский театр, Санкт-Петербург                                                                                          |
| Конкурс спектаклей театров оперы                                 | Лучшая работа режиссёра                                     | Дмитрий Черняков                                    | «Сказание о невидимом граде Китеже и деве Февронии»                      | Мариинский театр, Санкт-Петербург                                                                                          |
| Конкурс спектаклей театров оперы                                 | Лучшая работа дирижёра                                      | Валерий Гергиев                                     | «Валькирия»                                                              | Мариинский театр, Санкт-Петербург                                                                                          |
| Конкурс спектаклей театров оперы                                 | Лучшая женская роль                                         | Татьяна Сержан                                      | «Богема» (Мими)                                                          | «Зазеркалье», Санкт-Петербург                                                                                              |
| Конкурс спектаклей театров оперы                                 | Лучшая мужская роль                                         | Евгений Акимов                                      | «Богема» (Рудольф)                                                       | «Зазеркалье», Санкт-Петербург                                                                                              |
|                                                                  |                                                             |                                                     |                                                                          | |
| Конкурс спектаклей оперетты / мюзикла                            | Лучший спектакль                                            | N [ 13 ]                                            | N [ 13 ]                                                                 | N [ 13 ] |
| Конкурс спектаклей оперетты / мюзикла                            | Лучшая работа режиссёра                                     | N [ 13 ]                                            | N [ 13 ]                                                                 | N [ 13 ] |
| Конкурс спектаклей оперетты / мюзикла                            | Лучшая работа дирижёра                                      | N [ 13 ]                                            | N [ 13 ]                                                                 | N [ 13 ] |
| Конкурс спектаклей оперетты / мюзикла                            | Лучшая женская роль                                         | Ольга Титкова                                       | «Граф Люксембург» (Графиня)                                              | Театр музыкальной комедии, Новосибирск                                                                                     |
| Конкурс спектаклей оперетты / мюзикла                            | Лучшая мужская роль                                         | N [ 14 ]                                            | N [ 14 ]                                                                 | N [ 14 ] |
|                                                                  |                                                             |                                                     |                                                                          | |
| Конкурс спектаклей балета                                        | Лучший спектакль балета                                     | «Коппелия»                                          | «Коппелия»                                                               | Театр оперы и балета, Новосибирск                                                                                          |
| Конкурс спектаклей балета                                        | Лучший спектакль современного танца                         | «Голос»                                             | «Голос»                                                                  | «Эксцентрик-балет Сергея Смирнова», Екатеринбург                                                                           |
| Конкурс спектаклей балета                                        | Лучшая работа постановщика (балетмейстера/хореографа)       | Джон Ноймайер                                       | «Три балета Джона Ноймайера»                                             | Мариинский театр, Санкт-Петербург                                                                                          |
| Конкурс спектаклей балета                                        | Лучшая женская роль                                         | Наталья Сологуб                                     | «Щелкунчик»                                                              | Мариинский театр, Санкт-Петербург                                                                                          |
| Конкурс спектаклей балета                                        | Лучшая мужская роль                                         | Роман Андрейкин                                     | «Взлом»                                                                  | Русский камерный балет «Москва»                                                                                            |
|                                                                  |                                                             |                                                     |                                                                          | |
| Конкурс спектаклей театров кукол                                 | Лучший спектакль                                            | «Щелкунчик и Мышиный король»                        | «Щелкунчик и Мышиный король»                                             | Кукольный театр «Сказки», Санкт-Петербург                                                                                  |
| Конкурс спектаклей театров кукол                                 | Лучшая работа режиссёра                                     | Евгений Ибрагимов                                   | «Якоб Якобсон»                                                           | «Хакасский национальный театр кукол «Сказка»», Абакан                                                                      |
| Конкурс спектаклей театров кукол                                 | Лучшая работа художника                                     | Анна Игнатьева                                      | «Щелкунчик и Мышиный король»                                             | Кукольный театр «Сказки», Санкт-Петербург                                                                                  |
| Конкурс спектаклей театров кукол                                 | Лучшая актёрская работа                                     | N [ 13 ]                                            | N [ 13 ]                                                                 | N [ 13 ] |
|                                                                  |                                                             |                                                     |                                                                          | |
| Из номинантов на звание «Лучший спектакль» — музыкальных театров | Лучшая работа художника в музыкальном театре                | Михаил Шемякин                                      | «Щелкунчик»                                                              | Мариинский театр, Санкт-Петербург                                                                                          |
|                                                                  |                                                             |                                                     |                                                                          | |
| Новация                                                          | Лучший спектакль                                            | «Мизантроп»                                         | «Мизантроп»                                                              | «Тень», Москва |
|                                                                  |                                                             |                                                     |                                                                          | |
| Специальные премии                                               |                                                             |                                                     |                                                                          | |
|                                                                  |                                                             |                                                     |                                                                          | |
| Специальные премии жюри                                          | Специальный приз жюри драматического театра и театров кукол | Владимир Кравцев                                    | «Ромео и Джульетта»                                                      | Театр драмы, Екатеринбург                                                                                                  |
| Специальные премии жюри                                          | Специальный приз жюри драматического театра и театров кукол | Наталья Василиади                                   | «Приглашение на казнь» (Мать)                                            | Омский академический театр драмы, Омск                                                                                     |
| Специальные премии жюри                                          | Специальный приз жюри музыкальных театров                   | Дарья Павленко                                      | «Три балета Джона Ноймайера»                                             | Мариинский театр, Санкт-Петербург                                                                                          |
| Специальные премии жюри                                          | Специальный приз жюри музыкальных театров                   | Анна Жарова                                         | «Коппелия»                                                               | Театр оперы и балета, Новосибирск                                                                                          |
| Специальные премии жюри                                          | Лучший зарубежный спектакль, показанный в России            | «Арлекин, слуга двух господ»                        | «Арлекин, слуга двух господ»                                             | «Пикколо Театро ди Милано», Италия                                                                                         |
| Специальные премии жюри                                          | Приз критики                                                | «Олонхо»                                            | «Олонхо»                                                                 | Саха академический театр имени П. А. Ойунского, Якутск                                                                     |
|                                                                  |                                                             |                                                     |                                                                          | |
| За честь и достоинство                                           | Наталья Дудинская • Евгений Самойлов                        | За поддержку театрального искусства России          | За поддержку театрального искусства России                               | Александр Дзасохов, Президент республики Северная Осетия-Алания • Вадим Сомов, генеральный директор «Киришинефтеоргсинтез» |